# 4k Download
4K Download — ряд условно-бесплатных, кроссплатформенных программ, разработанных компанией InterPromo. 4K Download позволяет пользователям загружать видео и аудио с таких сайтов, как YouTube, Facebook, Vimeo, делать резервные копии фотографий из Instagram, создавать и публиковать слайд-шоу, и извлекать аудио из видео. Название проекта относится к названию видео с разрешением 4K .

## Программы
4K Download содержит 5 программ:
- 4K Video Downloader+ — позволяет загружать видео, аудио, субтитры и плейлисты с YouTube, Facebook, Vimeo, Dailymotion и Metacafe .
- 4K Stogram — делает резервные копии фотографий из Instagram на настольном компьютере.
- 4K YouTube to MP3 — позволяет конвертировать видео, размещенные в Интернете на YouTube, и других сайтах.
- 4K Slideshow Maker — создает и публикует слайд-шоу с эффектом Кена Бернса. В него встроено распознавание лиц . [ цитата нужна ]
- 4K Video to MP3 — преобразует локально сохраненные видео в аудиоформат MP3.

## Приложения с открытым исходным кодом
Приложения используют библиотеки с открытым исходным кодом и фреймворки: Qt, FFmpeg, boost. До версии 3 он был доступен как программное обеспечение с открытым исходным кодом.

## Загрузчик видео
4K Video Downloader — мультиплатформенное программное обеспечение для загрузки видео и аудио с популярных сайтов YouTube, Vimeo, Dailymotion, Facebook, Flickr, и Metacafe. Поддерживаются следующие форматы вывода: MP4, MKV, OGG Theora, MP3, и M4A . Программа позволяет пользователю загружать каналы, списки воспроизведения и субтитры, а также функцию подписки, которая автоматически загружает новые видео при их публикации на указанном пользователем канале YouTube.